# Т-29
Т-29 е съветски колесно-верижен среден танк. Основното предназначение на танка е съпровождане и огнева поддръжка на общовойсковите съединение при развитие на успеха, след пробив на отбранителната полоса на противника.

## История
През 1930-те години на 20 век в СССР е създадена поредица от прототипи на колесно-верижен танк, един от които е и средният танк Т-29.
Първоначално започва работа по създаването на танк-изтребител, който получава означението ИТ-3. През 1934 г. в завод № 185 в Ленинград започва разработването на колесно-верижен танк на базата на езкизите на ИТ-3. Конструкторите Цейц и Астров работят успоредно по два сходни прототипа - Т-29-4 и Т-29-5. Поради срещнатите трудности в хода на двата проека в края на същата година те са обединени. През декември прототипът е готов и получава обозначението Т-29.
През следващата година танкът преминава заводски и държавни изпитания и в началото на 1936 г. е приет на въоръжение. Взето е решение серийното производство на машината да се развърне в завод № 185 в Ленинград. През следващата 1937 г. в завода са произведени две машини. Поради това, че танкът се оказва много сложен за производство и експлоатация е взето решение да бъде снет от производство и въоръжение.

## Устройство
Т-29 е трикуполен танк, почти аналогичен със средния танк Т-28.
Корпусът на танка е изграден от заварени по между им бронелистове. Ширината и височината, в сравнение с Т-28, е увеличена незначително. Това е постигнато след разместване на вътрешното оборудване. Основната купола е идентична с тази на Т-26, а допълнителните куполи са еднакви с тези на Т-28. Въоръжението и монтирането му е идентично с това на Т-28.
Силовата установка е авиационен двигател М-17Ф. Трансмисията се състои от дисков фрикцион, петскоростна предавателна кутия, два бордови фрикциона и две бордови предавки. Окачването е изпълнено по индивидуална схема със спирални пружини. При движение на колела трите двойки задни опорни колела са водещи, а предните – управляеми.
Системата за свръзка се състои от радиостанция 71-ТК-1 и вътрешно разговорно устройство СПУ-7-Р.

## Модификации
- Изделие "155" – ескизен проект за модернизация и развитие на Т-29 в периода 1937 - 1938 г. Машината е с маса - 32-33 т, екипаж - 6 души, броня - 50/40 мм, въоръжение - 76,2 мм оръдие Л-10 (76 сн.) и пет картечници, максимална скорост по шосе – 50 км/ч.